# Discografia di Kurupt
Questa che segue è la discografia completa del rapper statunitense Kurupt, dagli esordi fino a oggi.

## Album in studio
| Anno | Titolo                                                                               | Posizione in classifica | Posizione in classifica | Posizione in classifica | Posizione in classifica | Posizione in classifica |
| Anno | Titolo                                                                               | US                      | US R&B                  | US Rap                  | US Ind                  | FRA                     |
| ---- | ------------------------------------------------------------------------------------ | ----------------------- | ----------------------- | ----------------------- | ----------------------- | ----------------------- |
| 1998 | Kuruption! - Pubblicato: 1º settembre 1998 - Etichetta: Antra Records, A&M           | 8                       | 4                       | *                       | —                       | *                       |
| 1999 | Tha Streetz Iz a Mutha - Pubblicato: 16 novembre 1999 - Etichetta: Antra Records     | 31                      | 5                       | *                       | —                       | *                       |
| 2001 | Space Boogie: Smoke Oddessey - Pubblicato: 10 luglio 2001 - Etichetta: Antra Records | 10                      | 5                       | *                       | 1                       | 75                      |
| 2004 | Against tha Grain - Pubblicato: 7 settembre 2004 - Etichetta: Death Row, Koch        | 60                      | 20                      | 11                      | 8                       | 146                     |
| 2006 | Same Day, Different Shit - Pubblicato: 20 giugno 2006 - Etichetta: D.P.G. Recordz    | —                       | 59                      | —                       | —                       | *                       |
| 2010 | Streetlights - Pubblicato: 20 aprile 2010 - Etichetta: Universal, Fontana, Penagon   | 183                     | 38                      | 19                      | 37                      | *                       |

## Singoli
| Anno | Titolo                  | Album                                                           |
| ---- | ----------------------- | --------------------------------------------------------------- |
| 1995 | Let Play House          | Dogg Food (Tha Dogg Pound)                                      |
| 1995 | New York New York       | Dogg Food (Tha Dogg Pound)                                      |
| 1998 | We Can Freak It         | Kuruption!                                                      |
| 1998 | Ask Yourself a Question | Kuruption!                                                      |
| 1998 | C-Walk                  | Kuruption!                                                      |
| 1999 | Girls All Pause         | Tha Streetz Iz a Mutha                                          |
| 1999 | Tha Streetz Iz a Mutha  | Tha Streetz Iz a Mutha                                          |
| 1999 | Who Ride Wit Us         | Tha Streetz Iz a Mutha                                          |
| 1999 | Trylogy                 | Tha Streetz Iz a Mutha                                          |
| 2001 | It's Over               | Space Boogie: Smoke Oddessey                                    |
| 2005 | Throw Back Muzic        | Against tha Grain                                               |
| 2005 | DPGC Muzic              | Dillinger & Young Gotti II: Tha Saga Continuez (Tha Dogg Pound) |
| 2006 | Cali Iz Active          | Cali Iz Active (Tha Dogg Pound)                                 |
| 2006 | Sittin on 23z           | Cali Iz Active (Tha Dogg Pound)                                 |
| 2007 | Vibe                    | Dogg Chit (Tha Dogg Pound)                                      |